# Ethmiopsis traditionis
Ethmiopsis traditionis är en fjärilsart som beskrevs av Clarke 1950. Ethmiopsis traditionis ingår i släktet Ethmiopsis och familjen stävmalar. Inga underarter finns listade.